# Piper politifolium
Piper politifolium är en pepparväxtart som beskrevs av C. Dc.. Piper politifolium ingår i släktet Piper och familjen pepparväxter. Inga underarter finns listade i Catalogue of Life.